# Castell de Jóc
El castell de Jóc és una antiga fortificació medieval de la comuna de Jóc, a la comarca del Conflent (Catalunya del Nord). Aquest castell va ser seu primer de la Baronia de Jóc, més tard Vescomtat de Jóc o de Conflent.
És situat al capdamunt del poble, al sud-est del centre de la població, al capdamunt del carrer del Castell.

## Història
La història del Castell de Jóc està unida a la de la Baronia de Jóc, després Vescomtat de Conflent, o de Jóc, pertanyent al Comtat de Cerdanya. El centre d'aquest vescomtat fou el castell de Jóc. Ja des del segle X o XI fou la residència de la família vescomtal de Conflent. Vers el 1050 consta documentalment el castrum que vocant Joch. Uns 25 anys abans el vescomtat de Jóc havia estat unit per matrimoni de Guisla, filla del vescomte Arnau de Conflent amb el vescomte de Cerdanya, Sunifred. El 1134 els dos vescomtats passaren per herència als vescomtes de Castellbò, i els béns del de Conflent, quedaren dividits entre els comtes-reis de la casa de Barcelona i els vescomtes de Castellbò i els Urtx, en una fórmula de parts iguals i indivises.
El primer esment del Vescomtat de Jóc, amb aquest nom, és del 1177, procedent d'una baronia que, a més de Jóc, integrava Finestret i Saorla. Per successió hereditària, el 1230 eren els comtes de Foix qui accedien als béns dels Castellbò, i es convertien en senyors de Jóc. El 1298 els de Foix venien els seus drets a Pere de Fenollet, senyor d'Illa, qui obtenia el 1314 el títol de vescomte. Andreu de Fenollet, net del suara esmentat, venia el 1357 els seus drets de Jóc, Finestret, Saorla, amb la Torre de Rigardà, a Ramon de Perellós, qui era ja castlà de Rodès i que el 1376 rebé l'encàrrec de Governador de la Cerdanya i del Rosselló. La seva filla Elionor en fou l'hereva el 1384, i el vescomtat de Jóc, en aquest període tornat a esmentar com a baronia. D'aquest moment es conserva un interessant inventari del castell de Jóc i de tota la baronia, encomanat per Ponç de Perellós, tutor d'Elionor. El 1459 rebia la baronia de Jóc Bernat de Perapertusa, juntament amb els llocs i castells de Glorianes, Rigardà, Rodès, i Ropidera. El 1599 els de Perapertusa rebien el títol de vescomtes de Jóc.
Vers 1650 Maria de Perapertusa es casà amb el militar francès François de Bournonville, però els atzars històrics d'aquells anys provocaren diversos canvis, amb embargaments i restitucions incloses, i el darrer senyor de Jóc conegut, just abans de la Revolució Francesa era el descendent dels Perapertusa, ja del tot castellanitzat, Pedro Pablo Abarca de Bolea Ximenes de Urrea, Ponç-López de Mendoza Bournonville Perapertusa Erill i Orcau, comte d'Aranda i Grande de España.

## L'edifici

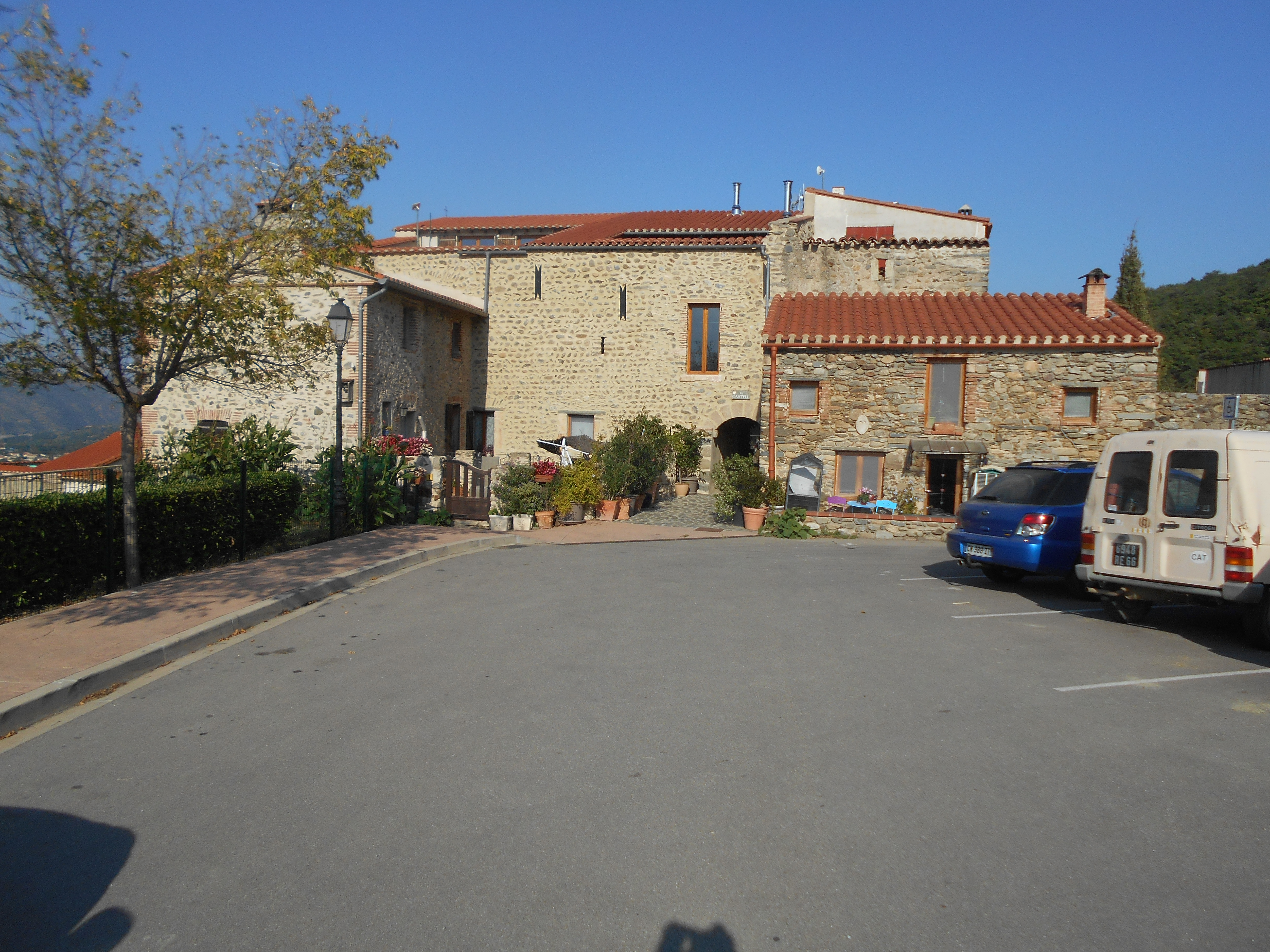
Porta oest del castell, a la part més elevada del recinte

Malgrat les nombroses transformacions i destruccions, el Castell de Jóc encara és un conjunt impressionant, avui dia. El cos principal es dreça en el punt més elevat del turó a redós del qual es troba el poble, a llevant seu. Un recinte, la Força, que parteix del castell abraça el petit barri de petits carrerons situat a migdia del castell. El nucli principal és de planta bàsicament rectangular, amb parets de considerable alçada. A ponent, en el punt més elevat del recinte, es conserva el portal d'accés original (l'actual portal principal, al nord-oest, és més tardà), amb un pont damunt del fossat, que encara s'hi conserva.

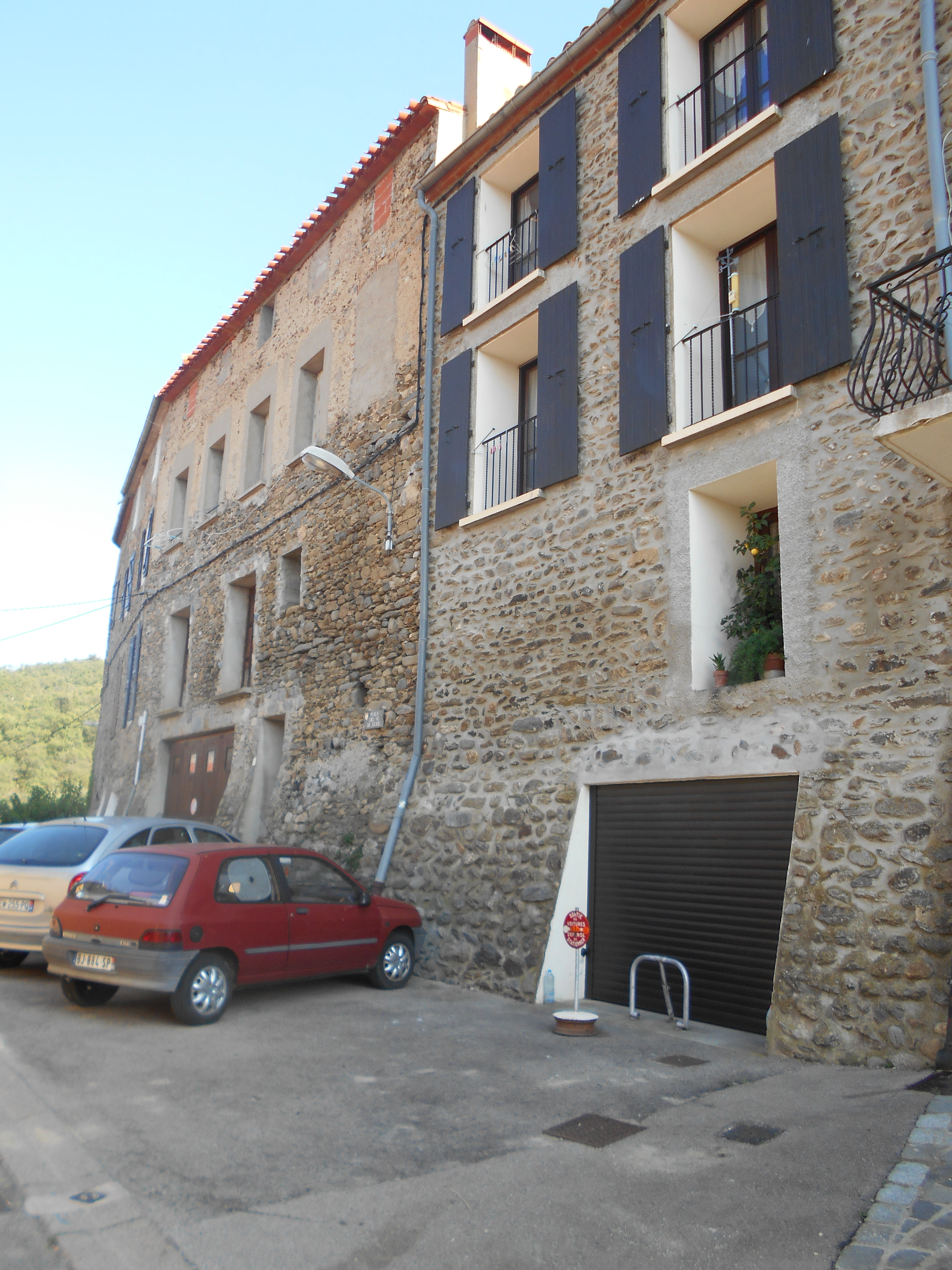
Sector nord-est del castell, o Força

El castell és construït damunt de la roca, artificialment tallada en alguns indrets per a obrir-hi el fossat. El castell, que ha perdut els merlets que el coronaven, és actualment cobert amb teulades, la major part d'èpoques moderna i contemporània. La façana de ponent, amb el portal adovellat i diverses sageteres, té també diverses obertures d'èpoques diverses, en una amalgama poc ordenada.
Al nord, al llarg del carrer del Castell, hi havia un altre portal, que fou espoliat, i ara mostra un esvoranc en el lloc on era, així com un rengle de petites sageteres. Algunes parts del recinte, sobretot al sector sud-oest de la Força són en tractament de reconstrucció; en algun fragment s'han recuperat alguns merlets.

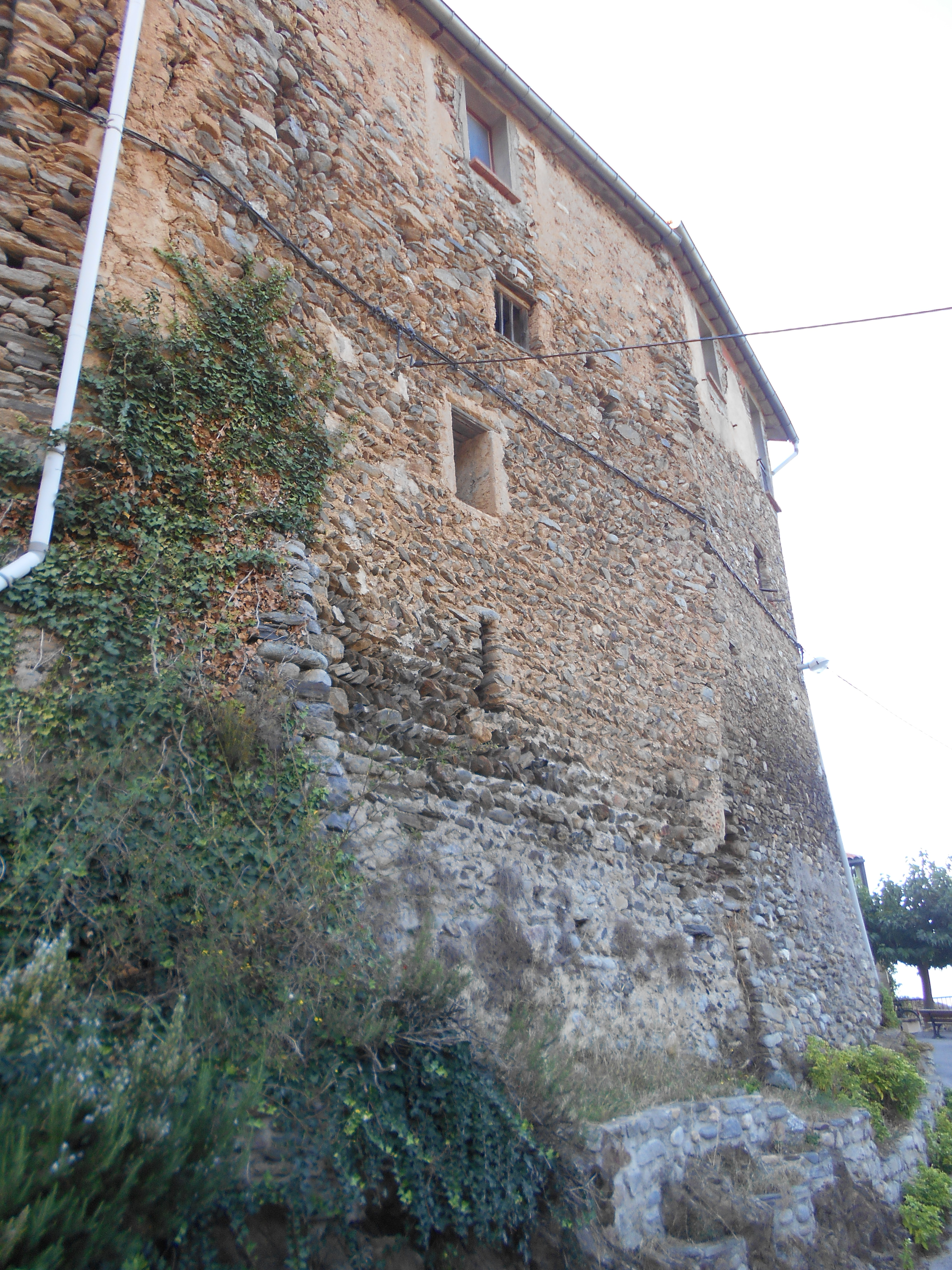
Sector de llevant del castell

El costat de llevant del castell s'obre al llarg del carrer de la Força i de la plaça del 14 de juliol. Al nord-oest hi ha una porta de mig punt, que dona a un llarg carreró cobert de l'interior del recinte; hi ha també les restes d'un baluard damunt d'una penya contigua. El costat meridional del castell s'estén al llarg d'un profund torrent, el Còrrec dels Abeuradors, on es poden veure alguns trams de paraments de muralla, alts i atalussats a la base.

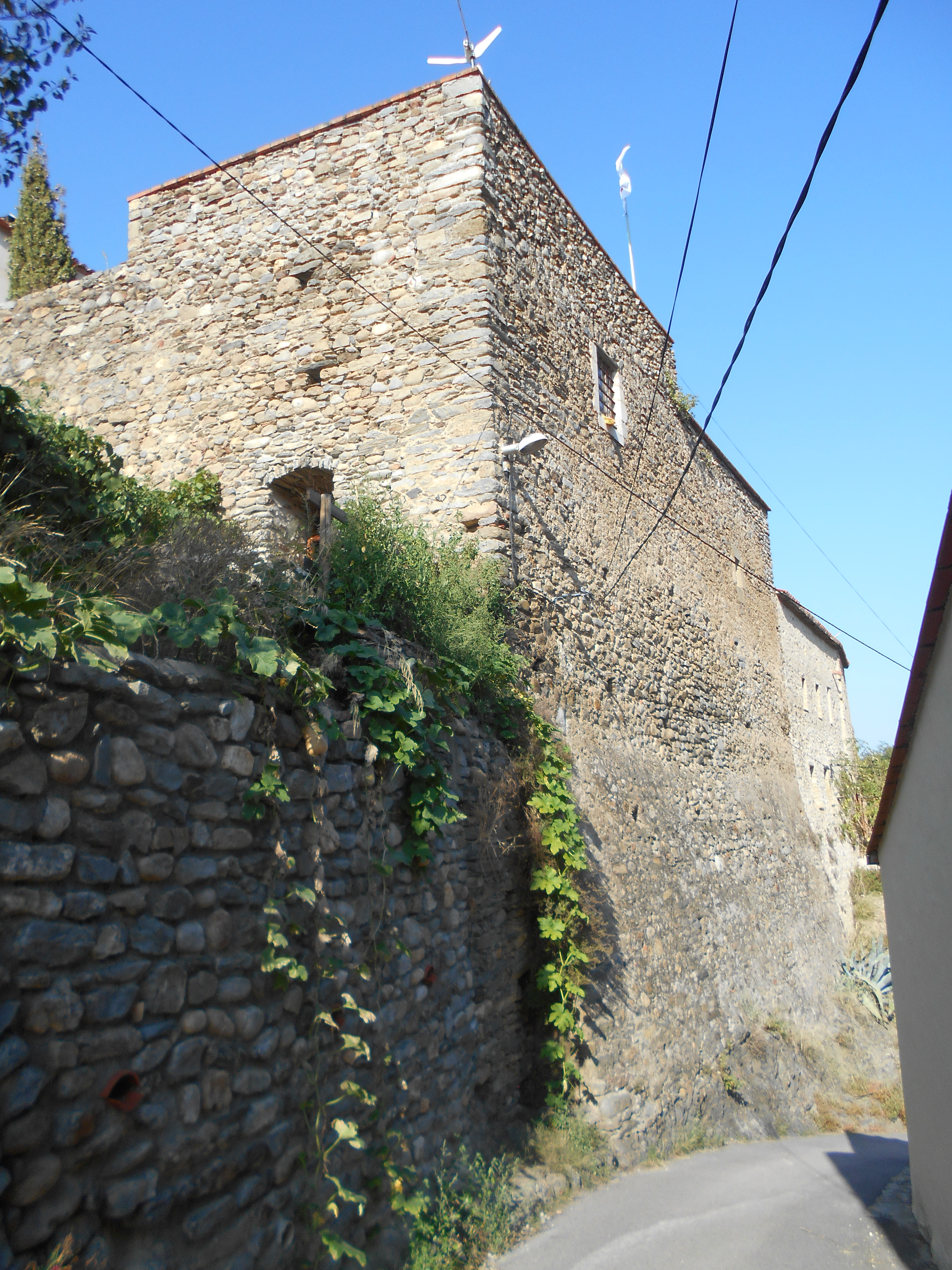
Sector sud-oest del castell

A l'interior del recinte del castell es troba un petit nucli de cases populars, anomenat la Força, al voltant d'un massís edifici que aprofita les parets mestres de l'antiga torre mestra del castell, que està considerablement escapçada.
Al cim de la Força hi havia hagut també la capella, ara convertida en habitatge particular, de Sant Pere i Sant Pau del Castell de Jóc, molt propera a l'antic portal principal del castell, a ponent. Algunes de les cases són actualment en ruïnes, sobretot en el sector sud-oest de la Força; a més, hi ha alguns espais oberts que corresponen a edificis caiguts. El conjunt mostra elements que oscil·len entre el segle X i el XIV.

## Portals del Castell, o de la Força
| Portals del castell, o de la Força | Portals del castell, o de la Força | Portals del castell, o de la Força | Portals del castell, o de la Força | Portals del castell, o de la Força |
| ---------------------------------- | ---------------------------------- | ---------------------------------- | ---------------------------------- | ---------------------------------- |
| Portal de ponent                   | Portal nord                        | Antiga portella, al sud-est        | Portella de ponent                 | Portal interior                    |
| Portal de ponent                   | Portal nord                        | Antiga portella, al sud-est        | Portella de ponent                 | Portal interior                    |